# Реджаі Сурроі
Реджаі Сурроі (алб. Rexhai Surroi, сербохорв. Реџаји Суроји, Redžaji Suroji; 8 червня 1929 — 22 грудня 1988) — югославський журналіст, дипломат і політик родом з Косова.

## Біографія
Член першого покоління косовських школярів, які закінчили середню школу на албанській мові у колишній Югославії (1947⁣ — ⁣1948 рр.). Навчався на юридичному факультеті Белградського університету. Був одним з небагатьох албанців, які стали послами Югославії. Батько - Ветона Сурроі.
Він був активним футболістом, перш ніж стати журналістом і редактором тижневика Zani i Rinis. Він був редактором радіо Приштини, де він пізніше став директором у середині 60-х років. У 1969⁣ — ⁣1970 рр. він працював заступником глави уряду Соціалістичної автономного краю Косово, де був одним із найзатятіших прихильників створення Університету Приштини (єдиного університету в Югославії, де мовою навчання була албанська). У 1971 році він був призначений послом Югославії у Болівії, у 1974⁣ — ⁣197⁣ — ⁣ рр. обіймав посаду заступника Міністра закордонних справ. З 1977 по 1981 рр. він жив у Мехіко, де був послом Югославії у Мексиці, Гондурасі і Коста-Риці, а з 1981 по 1983 рр. він знову обіймав посаду заступника Міністра закордонних справ. З 1983 по 1985 рр. він був генеральним менеджером найбільшої албанської медіакомпанії в Косово Rilindja  Да.і, з 1985 по 1988 рр., Він був послом Югославії в Іспанії, де і помер.
Він є автором ряду робіт албанською мовою, таких, як Besniku, Dashunija dhe urrejtja, Pranvera e tretë і Orteku I & II.